# Flächentreue Azimutalprojektion

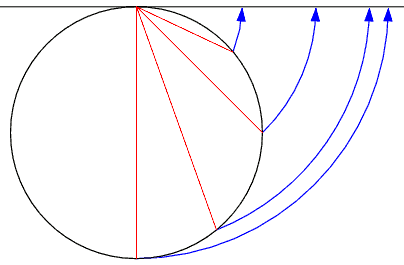
Prinzipskizze der Lambertschen Azimutalprojektion

Animation einer Lambert-Projektion. Jede Gitterzelle behält während der gesamten Transformation ihre Fläche bei. In dieser Animation bleiben die Punkte auf dem Äquator immer auf der Ebene.

Die flächentreue Azimutalprojektion (auch Lambertsche Azimutalprojektion genannt, nach Johann Heinrich Lambert) ist ein Kartennetzentwurf, in dem die gesamte (Erd-)Kugeloberfläche wiedergegeben werden kann. Lambert verkündete sie 1772.
Die Kartenabbildung ist weder längen- noch winkeltreu. Das Kartenzentrum wird verzerrungsfrei dargestellt, jedoch nimmt die Verzerrung zum Rand hin so stark zu, dass diese Bereiche sehr unanschaulich werden. Deshalb wird meist nur maximal eine Halbkugeloberfläche mit dieser Abbildung wiedergegeben. Diese ist in den unten dargestellten Grafiken jeweils durch eine rote Kreislinie markiert.
Meridiane und Breitenkreise werden – besonders bei der schiefen Projektion erkennbar – zu komplexen Kurven verzerrt. Daher lässt sich diese Kartenabbildung nicht mit Zirkel und Lineal konstruieren.

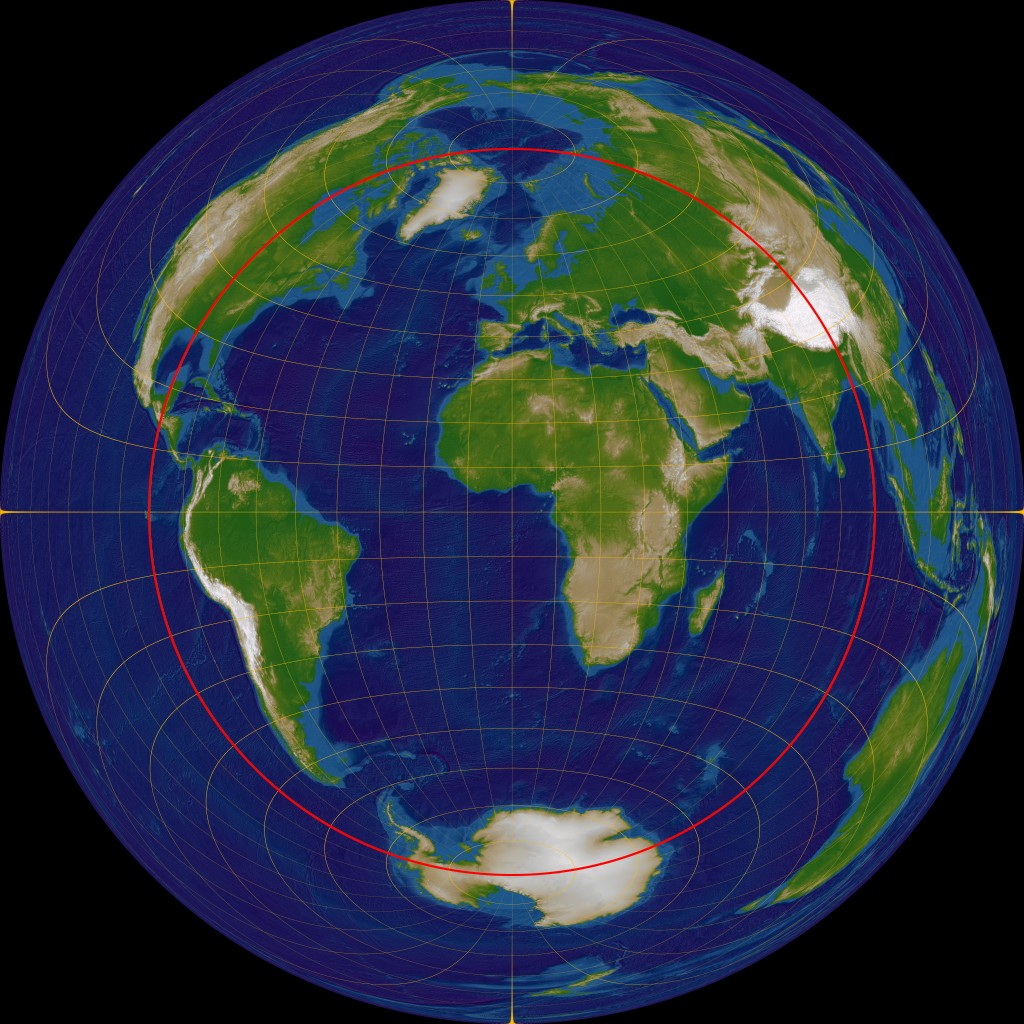
Transversale azimutale Lambert-Projektion
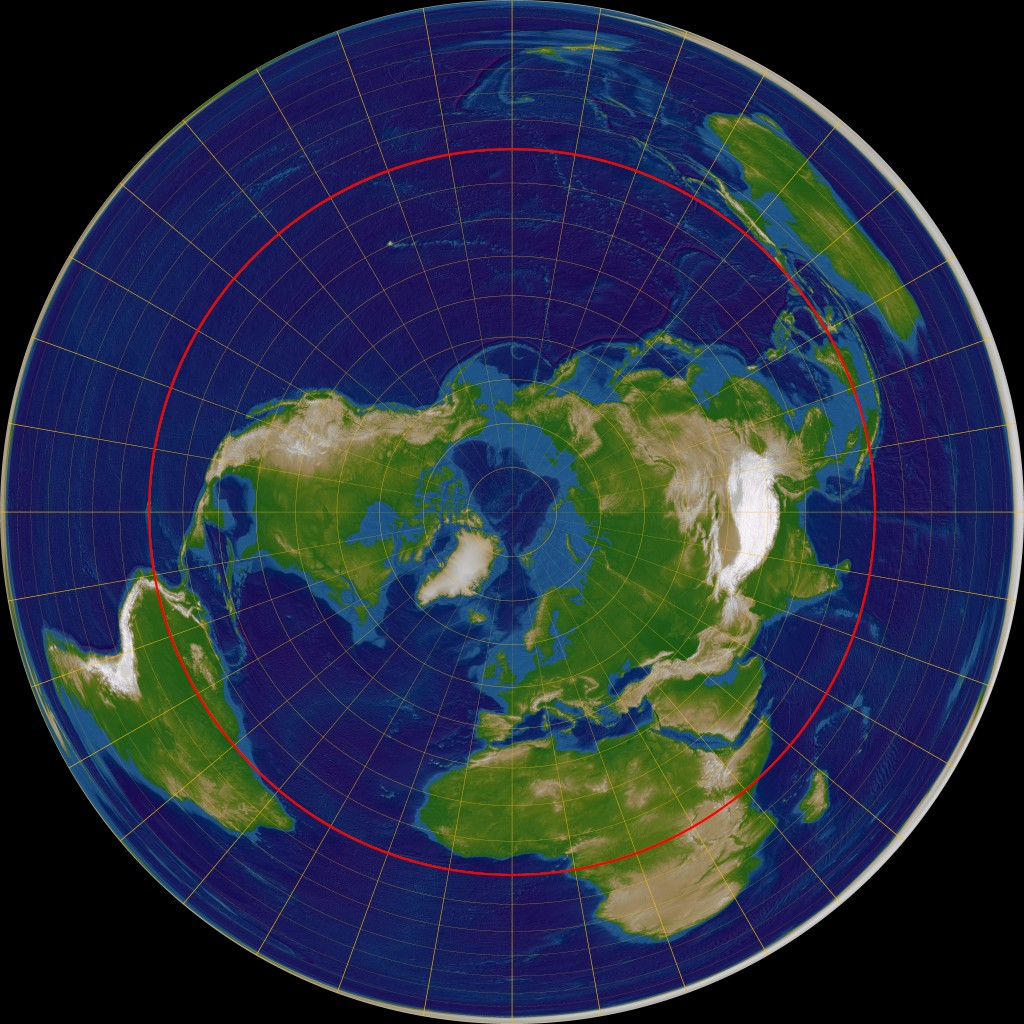
Polare azimutale Lambert-Projektion
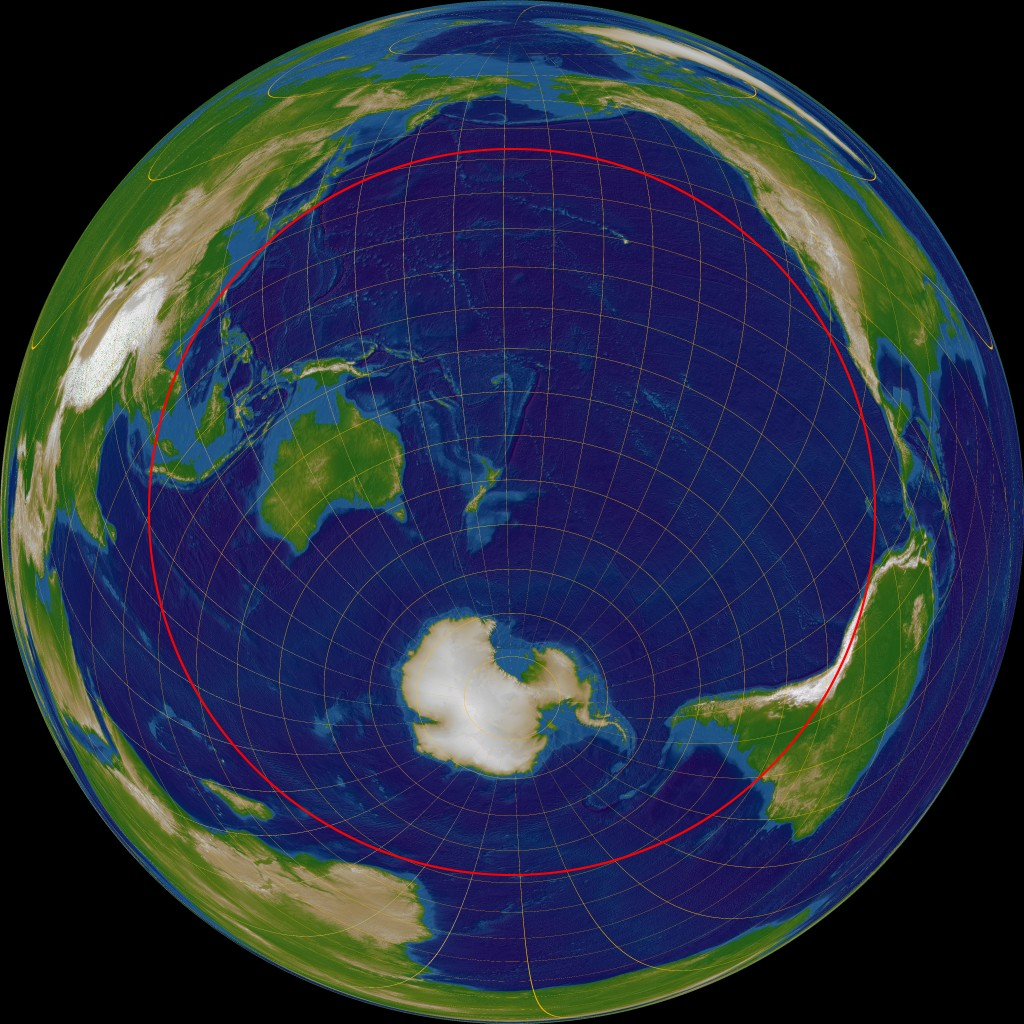
Schiefe azimutale Lambert-Projektion (Wasserhalbkugel)
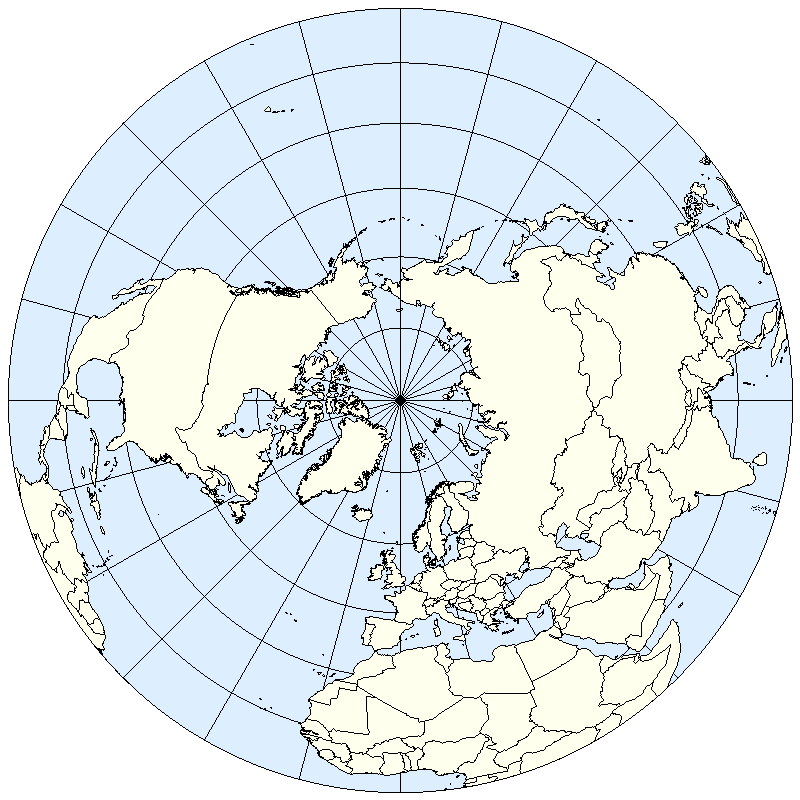
Polare azimutale Lambert-Projektion der Nordhalbkugel
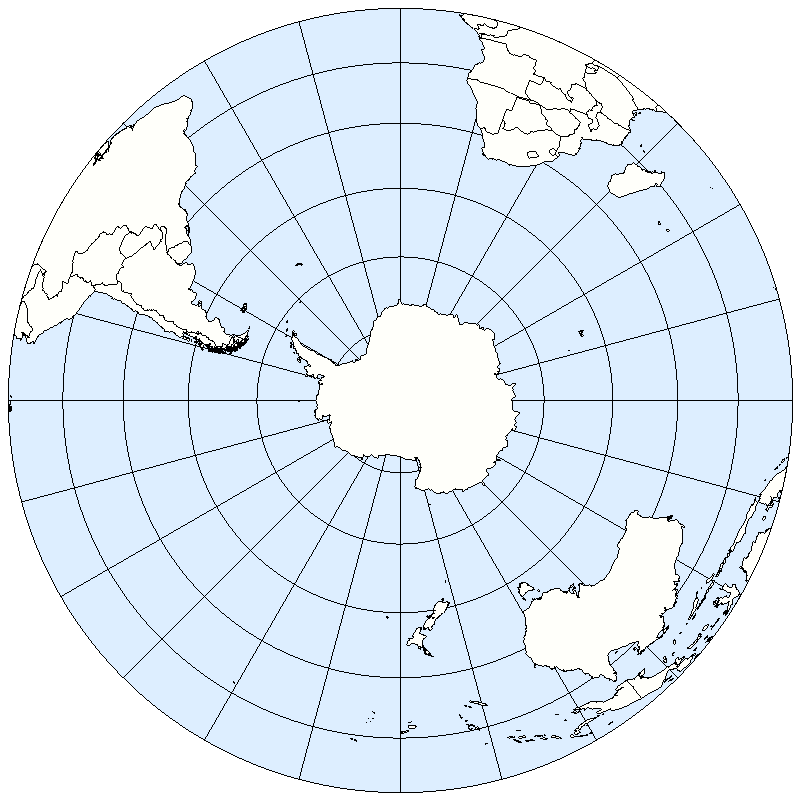
Polare azimutale Lambert-Projektion der Südhalbkugel